# Sondern (Olpe)
Sondern ist ein Ortsteil der nordrhein-westfälischen Kreisstadt Olpe. Der Ort hat 468 Einwohner.

## Geographische Lage
Sondern liegt rund 4,5 km nördlich der Olper Kernstadt. Es befindet sich unmittelbar am Westufer des vom Lennezufluss Bigge durchflossenen Stausees Biggesee an einem flachen Hang. 

## Ortsbild und Verkehr
Das Dorf Sondern hat aufgrund der Umsiedlung, die im Zuge des Baus des Biggesees nötig wurde, eine lockere Bebauung mit viel Grünflächen.
Sondern verfügt über den einzigen Seebahnhof in Nordrhein-Westfalen. Hier ist ein direkter Umstieg zwischen Zügen der Biggetalbahn (Finnentrop–Olpe) und Schiffen der Personenschifffahrt Biggesee möglich.